# OSTCHEM
Ostchem Holding GmbH — холдингова компанія, яка об'єднує групу хімічних підприємств, що виробляють мінеральні добрива, органічні кислоти, діоксид титану, кальциновану соду, рідкий азот та інші хімічні продукти. Входить до складу групи «Group DF» українського олігарха Дмитра Фірташа. Володіє компаніями і підприємствами в Східній, Центральній Європі та Центральній Азії, включаючи Україну, Естонію, Росію, Швейцарію та Італію.

## Структура
До складу входять підприємства:
- «Азот» (Черкаси, Україна);
- «Концерн Стирол» (Горлівка, Україна);
- «Сєвєродонецьке об'єднання Азот» (Сівєродонецьк, Україна);
- «Рівнеазот» (Рівне, Україна);
- «Нітроферт» (Кохтла-Ярве, Естонія).

## Діяльність
Хімічні підприємства групи виробляють мінеральних добрив, органічних кислот, рідкого азоту, технічного кисню та іншої продукції. Group DF належить 90 % акцій компанії OSTCHEM Holding. Виробництво мінеральних добрив є одним із основних напрямків групи.
OSTCHEM забезпечує 2,5 % світового споживання ІАС і 1,4 % світового споживання КАС. Крім OSTCHEM, Group DF виробляє амофос на українському підприємстві «Ukrainian Chemical Products».
Включає завод «Nitrofert», виробник аміаку і карбаміду в Естонії. Основні виробничі потужності OSTCHEM сконцентровані в Україні.

### Україна
На 2014 рік компанія володіла чотирма українськими виробниками азотних добрив: Концерн «Азот» (Черкаси), Концерн Стирол (Горлівка), Сєвєродонецький Азот та Рівнеазот (Рівне).

### Постачання газу
Навесні 2011 року холдинг отримав право на імпорт газу з Азії для хімічної галузі. Компанія купувала газ у Туркменістані, Узбекистані та Казахстані, імпортуючи 4,8 млрд м3 щороку. 2012 року Ostchem стала купувати газ у «Газпрому». У січні «Нафтогаз» був єдиним імпортером російського газу в країну, в тому числі й для Ostchem, який закупив у «Газпрому» 2,4 млрд кубів. В лютому 2013 року «Нафтогаз» закупив у Росії 0,4 млрд м3, а Ostchem — 2,4 млрд, перевищивши квартальні потреби..

### Банкрутство
23 грудня 2024 року Земельний суд Зальцбурга (нім. — Landesgericht Salzburg) в Австрії відкрив провадження у справі про банкрутство холдингу. Відповідно до Австрійської асоціації кредитних реформ, компанія, що базується в Зальцбурзі, є класичним холдингом, єдиною корпоративною метою якого є володіння та управління пакетами акцій компаній. Мажоритарним акціонером (86 %) холдингової компанії є зареєстрована на Кіпрі компанія Fleori Enterprises Ltd., що також належить Дмитру Фірташу.
«Єдиним активом боржника донедавна була 100-відсоткова дочірня компанія в Німеччині. Іншої господарської діяльності не було. Після анексії Криму в 2014 році компанія втратила контроль над розташованим там хімічним заводом. З втратою заводу, операційна діяльність дочірньої компанії другого рівня, ПрАТ „Юкрейніан Кемікал Продактс“, яка наразі перебуває на стадії ліквідації, також повністю припинилася», — зазначається у повідомленні суду. Водночас, вказується на те, що OSTCHEM Holding GmbH має високу податкову заборгованість перед Австрійською Республікою, яка не може бути сплачена. За даними асоціації кредитних реформ, несплаченими залишаються податок на прибуток за 2011 рік на загальну суму €3,36 млн та за 2012 рік на загальну суму €4,21 млн. Термін сплати мав настати 27 грудня 2024 року і оскаржити відповідні повідомлення або рішення федерального фінансового суду — вже неможливо. Згідно з балансом за 2023 фінансовий рік, де-факто активи — відсутні, але є зобов'язання на загальну суму майже €43 млн. За даними асоціації кредитних реформ, список кредиторів ще не складений. Компанія має бути закрита та ліквідована, працівників більше не працевлаштовують. Кредитори мають час до 5 березня 2025 року, щоб зареєструвати свої вимоги.